# Emanuela Viola
Emanuela Viola (12 gennaio 1972) è un'ex nuotatrice italiana.

## Carriera
Specializzata nella farfalla e buona staffettista, ha vinto il suo primo titolo italiano nella staffetta mista nel 1986. Ha partecipato ai Giochi del Mediterraneo di Latakia del settembre 1987 vincendo la medaglia di bronzo nei 100 m farfalla preceduta da Ilaria Tocchini. Nel 1988 è stata campionessa italiana nei 100 m farfalla e tre volte in staffetta ed è stata convocata ai Giochi della XXIV Olimpiade di Seul nel 1988, fermandosi alle batterie della stessa gara. Ha partecipato ai campionati italiani anche nel 1989 vincendo in tutto tre titoli nelle staffette.

## Palmarès
| Giochi Olimpici         | 100 m farfalla          |
| 1988 Seul Corea del Sud | 24ª in batteria 1'03"91 |
| Giochi del Mediterraneo | 100 m farfalla          |
| 1987 Latakia Siria      | Bronzo 1'03"51          |

### Campionati italiani
1 titolo individuale e 8 in staffette, così ripartiti:
- 1 nei 100 m farfalla
- 3 nella staffetta 4 × 100 m stile libero
- 5 nella staffetta 4 × 100 m mista

| Anno | Edizione    | st.libero 4×100 m | farfalla 100 m | mista 4×100 m |
| ---- | ----------- | ----------------- | -------------- | ------------- |
| 1986 | Primaverili | -                 | -              | 2             |
| 1986 | Estivi      | -                 | 3              | 1             |
| 1987 | Primaverili | 3                 | 3              | 1             |
| 1987 | Estivi      | 3                 | 2              | 2             |
| 1988 | Primaverili | 1                 | 2              | 2             |
| 1988 | Estivi      | 1                 | 1              | 1             |
| 1989 | Primaverili | 1                 | 2              | 1             |
| 1989 | Estivi      | 3                 | 2              | 1             |